# 俄罗斯苏维埃联邦社会主义共和国共产党
俄罗斯苏维埃联邦社会主义共和国共产党（俄语：Коммунистическая партия Российской Советской Федеративной Социалистической Республики），简称俄共（КП РСФСР），是苏联共产党在俄罗斯苏维埃联邦社会主义共和国的分支。俄罗斯苏维埃联邦社会主义共和国共产党成立于1990年6月19日。此时，俄罗斯苏维埃联邦社会主义共和国共产党的党员数占苏联共产党总党员数的58%。该党成立后，成为反对戈尔巴乔夫统治的苏共左翼反对派的一个中心。八一九政变失败后的1991年8月25日，时任俄罗斯总统叶利钦签署了禁止俄羅斯蘇維埃聯邦社會主義共和國共產黨活动并没收其全部财产的命令。
1993年2月14日，俄罗斯联邦共产党在“俄罗斯苏维埃联邦社会主义共和国共产党第二次非常代表大会”上正式成立，并宣布该党是俄罗斯苏维埃联邦社会主义共和国共产党的继承者。